# Mâconnais (wijnstreek)

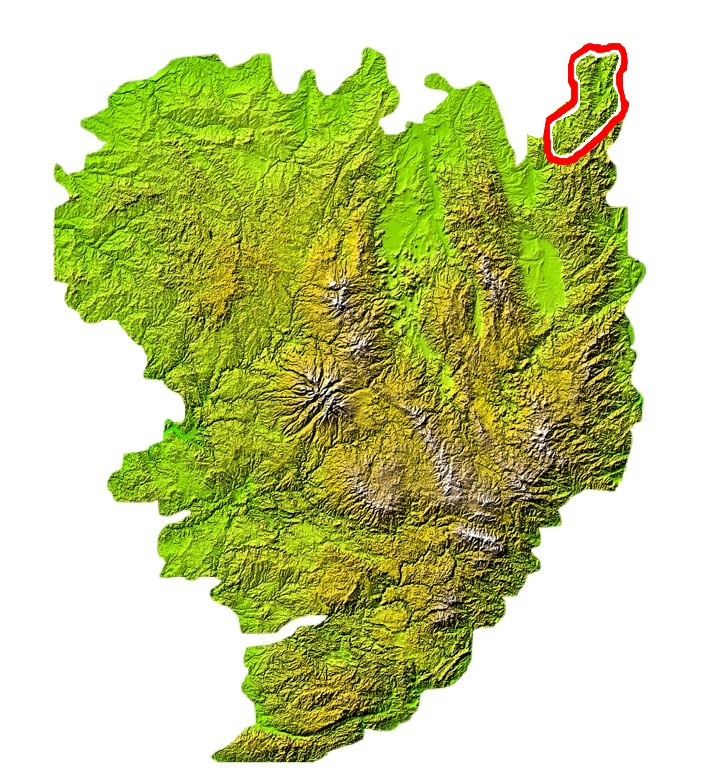
Ligging van de Mâconnais in het Centraal Massief.

Mâconnais is een wijnbouwgebied in Frankrijk, gelegen ten westen en noordwesten van de stad Mâcon aan de oevers van de rivier de Saône. het bestrijkt een gebied van 50 bij 15 km. Het wijnbouwgebied kent evenwijdig liggende heuvelruggen die van Noord naar Zuid lopen. In de valleien tussen deze heuvelruggen vindt men de meeste wijngaarden. In het zuiden grenst Mâcon onmiddellijk aan de Beaujolais.
In deze grote streek wordt zowel rode als witte wijn gemaakt, deze laatste is echter in de meerderheid. Voor de rode wijnen wordt vooral Gamay als druif gebruikt, maar men vindt er ook Pinot Noir. De Gamay staat in de Mâcon veelal op kalkbodem, wat weinig interessante wijnen geeft en de reden is dat er vooral witte wijn wordt geproduceerd in de streek.
De witte druivensoort is Chardonnay. AOC Mâcon is zeldzaam, de meeste witte wijn bereikt het niveau van AOC Mâcon-Supérieur (11% vol. in plaats van 10% vol.), maar het gangbaarste etiket, Mâcon-Villages, duidt aan dat de wijn afkomstig is uit een van de 43 dorpen die aanspraak maken op hogere kwaliteit.
Mâcon produceert drie flessen witte bourgogne op vier, bijna allemaal afkomstig van coöperaties die ook Crémant de Bourgogne maken. Bepaalde coöperatiewijn is behoorlijk, vooral de cuvées speciales, en er is een groeiend aantal goede onafhankelijke producenten.

## AOC-wijnen
Men vindt er volgende AOCs:
- Crémant de Bourgogne is de mousserende wijn van de streek. Hierin kan o.a. de Gamay of Pinot Noir in verwerkt worden.
- Bourgogne Passe-Tout-Grains is rode wijn van Gamay en Pinot Noir
- Bourgogne Blanc wordt veel geproduceerd door de vele coöperaties in het gebied.
- Mâcon is de basisherkomst voor witte, rode en rosé wijnen.
- Mâcon-Supérieur is de basisherkomst maar met minimaal 11% alc. vol.
- Mâcon Villages is een AOC alleen voor witte wijn (Chardonnay).
- Viré-Clessé is een goede appellation voor witte wijn door de ligging van de wijngaarden op een strook kalksteen die zich een weg door het gebied zoekt, vanaf de uitmuntende cluster van Pouilly-Fuissé.
- Saint-Véran een goede appellation voor witte wijn. Saint-Veran ligt net onder Pouilly-Fuissé en deelt rondom Pouilly-Fuissé de kalksteenbodem. De zuidelijke wijngaarden van Saint-Véran bevatten geen kalksteen maar zuurdere zandbodems. Hier worden de mindere en eenvoudigere wijnen van Saint-Véran gemaakt.[1]
- Pouilly-Fuissé is de meest prestigieuze witte wijnappellation van de Mâconnais. De AOC Pouilly-Fuissé mag gevoerd worden door de dorpen Vergisson, Solutré-Pouilly, Fuissé, Chaintré en Pouilly.[1] De wijnregio Pouilly-Fuissé heeft 30 verschillende climats (specifieke wijngaarden) voorgedragen om premier cru te worden[2]. De meest beroemde climats liggen op kalkmergel bodem. De wijngaard die zeker premier Cru wordt is de monopole Château de Fuissé. Een oude wijngaard met wijnstokken van gemiddeld meer dan 50 jaar. Goede Pouilly-Fuissé hebben een mineraliteit die vergelijkbaar kan zijn met Chablis, maar missen weer de diepgang van een grote Meursault. Ze bezitten verder rijp (soms licht tropisch) fruit, kracht, intensiteit en balans, en de goede wijnen van deze zuidelijke bourgogneregio bevatten ook genoeg zuren.[2]
- Pouilly-Loché en Pouilly-Vinzelles zijn alternatieven voor Pouilly-Fuissé maar zijn niet veel verkrijgbaar.